# 村越末男
村越 末男（むらこし すえお、1930年7月2日 - 2008年4月11日）は、日本の部落問題研究家。大阪市立大学名誉教授。高知県出身。

## 生涯
高知県幡多郡大方町（現・黒潮町）の被差別部落に生まれ育つ。1953年、龍谷大学文学部哲学科社会学専攻卒業。高知県立中村高校教諭、高知大学教育学部非常勤講師などを勤めながら、解放団体高知県連合会の創立に参加した。1968年4月、大阪府同和教育指導員となり、同年8月大阪部落解放研究所の設立に参加し、事務局長と理事を兼任する。1970年9月、大阪市立大学助教授、1980年4月、同教授。1983年、全国大学同和教育研究協議会事務局長（1992年、同副会長）。1984年、部落解放研究所第2代理事長に就任、大阪市立大学同和問題研究室室長。1988年、反差別国際運動（IMADR）設立にあたり、初代事務局長に就任。1998年、部落解放研究所を部落解放・人権研究所と改称。
2008年4月11日午後6時48分、肝臓癌のため大阪市内の病院で死去。77歳没。
友人の1人に金子マーティンがいた。

## 著書
- 『部落問題と解放教育』部落解放研究所、1971年
- 『差別の論理と解放の思想』明治図書出版、1972年
- 『部落解放と国際連帯』明治図書出版、1976年 解放教育新書
- 『部落問題入門』明治図書出版、1977年9月 明治図書選書
- 『部落問題と基本的人権の教育』明治図書出版、1982年9月
- 『「同和」教育はなぜ必要か』明治図書出版、1985年7月 教育新書
- 『現代と部落差別 差別は今日どう生きているか』1986年8月 角川選書
- 『「人権」の教育はなぜ必要か』明治図書出版、1987年5月 教育新書
- 『部落解放のあゆみ 増補改訂版』部落解放研究所、1988年8月 人権ブックレット
- 『戦後部落差別事件史に学ぶ』明治図書出版、1993年2月 人権教育の展開
- 『部落解放運動と宗教 村越末男論文集』中外日報社編、中外日報社、1995年10月
- 『村越末男著作集』全6巻、明治図書出版、1996年11月
  - 1）部落解放の思想
  - 2）部落問題の教育
  - 3）基本的人権の教育
  - 4）反差別国際運動
  - 5）部落差別事件に学ぶ
  - 6）時評「部落解放運動」
- 『21世紀の課題 平和・人権・環境』現代教育社、1999年2月

## 共編著など
- 『戦後同和教育の歴史』鈴木祥蔵、横田三郎共編、解放出版社、1976年
- 『戦後同和教育の歴史 資料編』鈴木祥蔵、横田三郎共編、解放出版社、1977年7月
- 『「同和」教育論ノート』元木健共編、解放出版社、1980年4月
- 『新修部落問題事典』秋定嘉和、桂正孝共監修、解放出版社、1999年10月

## 翻訳
- 『アンベードカル物語』アナント・パイ編、S.S.リージ、解放出版社、1985年4月